# Nakajima J1N Gekko
Nakajima J1N «Gekko» (яп. 月光, «Гекко» («Лунное сияние»)) — серийный разведчик и истребитель Императорского флота Японии периода Второй мировой войны.
Кодовое имя союзников — «Ирвинг» (англ. Irving).

## История создания
Во время войны в Китае китайцы отводили свои истребители за радиус действия японских истребителей прикрытия Mitsubishi A5M, вследствие чего бомбардировщики Mitsubishi G3M несли серьёзные потери. Попытки приспособить для прикрытия модернизированные самолёты G3M с дополнительным стрелковым вооружением и закупка истребителей Seversky 2PA-B3 (A8V) успеха не принесли. Поэтому командование авиации флота сформулировало техническое задание 13-Си на разработку дальнего эскортного истребителя. Технические требования в основном повторяли характеристики только что принятого на вооружение французского истребителя Potez 630. Новый самолёт, который должен был быть трёхместным и двухмоторным, должен был иметь скорость 520 км/ч, дальность полета 2 100 км с нормальным запасом топлива и 3 700 км с подвесными топливными баками. Вооружение должно состоять из 20-мм пушки, двух 7,7-мм пулемётов, направленных вперед и защитного 7,7-мм пулемета в задней части самолёта. Маневренность должна быть не хуже, чем у самолёта Mitsubishi A6M Zero, который в то время только проходил испытания.
Заказы были выданы фирмам Mitsubishi и Nakajima. Mitsubishi, которая на то время была загружена проектами истребителя А6М и бомбардировщика Mitsubishi G4M, не смогла выделить ресурсы на разработку ещё одного истребителя, поэтому проект J1M остался нереализованным.
Фирма Nakajima подошла к заказу серьёзнее. Был сформирован конструкторский отдел под руководством Кацуи Накамура, разработчика торпедоносца Nakajima B5N. Им был спроектирован аэродинамически чистый низкоплан с двигателями  Nakajima Sakae мощностью 1 130 л. с. Для компенсации реактивного момента были разработаны две модификации двигателя — Nakajima Sakae-21 и Nakajima Sakae-22 с противоположным направлением вращения винтов. Вооружение состояло из 20-мм пушки «Тип 99», двух 7,7-мм пулемётов «Тип 97» в носовой части и двух дистанционно управляемых башен с двумя 7,7-мм пулемётами каждая. Башни, а также шасси и закрылки управлялись с помощью гидравлики.
Однако в это время интенсивность боёв в Китае снизилась, а модифицированные A5M4 с подвесными топливными баками и новые A6M, которые начали поступать в войска, решали задачи прикрытия бомбардировщиков. В результате первый полёт J1N состоялся лишь в мае 1941 года. Для улучшения маневренности второй прототип был оборудован закрылками, которые отклонялись на 20° при боевом маневрировании и на 40° при посадке.
Флотские испытания, которые начались в августе 1941 года, оказались неудачными, поскольку самолёт вышел перегруженным, имел проблемы из-за противоположного направления вращения винтов и сложной гидравлической системы.
Дистанционно управляемые башни оказались тяжёлыми, а их наведение на цель было неточным. На виражах отмечалась вибрация элеронов. В общем самолёт J1N проигрывал A6M2 по всем параметрам, кроме дальности полёта, поэтому флот решил отклонить этот проект. Но поскольку самолёт практически не уступал A6M2 в скорости, фирме Nakajima было предложено переделать несколько почти готовых машин в скоростной разведчик берегового базирования.

### J1N1-C
При перепроектировании машины особое внимание уделялось снижению массы и повышению надёжности. Запас топлива был уменьшен с 2700 л до 1700 л, всё вооружение было снято, моторы с противоположным направлением вращения Nakajima Sakae-21 и Nakajima Sakae-22 были заменены только на Nakajima Sakae-22. Для увеличения дальности полёта при уменьшении запаса топлива была предусмотрена возможность установки двух подвесных топливных баков по 330 л каждый. Изменения коснулись также фюзеляжа: в носовой части размещались пилот и стрелок-радист с 13-мм пулеметом «Тип 2». Штурман размещался в отдельной кабине позади крыла.
Модифицированный самолёт успешно прошёл испытания и в июле 1942 года был принят на вооружение под названием Морской разведчик Тип 2 (или J1N1-C). Но поскольку потребность в разведчике была не такой острой, как в истребителях и бомбардировщиках, за период с апреля 1942 года по март 1943 года было выпущено 54 самолёта, включая опытные образцы.
Впоследствии самолёт был переименован в J1N1-R. На некоторых машинах за кабиной пилота были установлены 20-мм пушки «Тип 99». Эта модель получила обозначение J1N1-F.

### J1N1-S

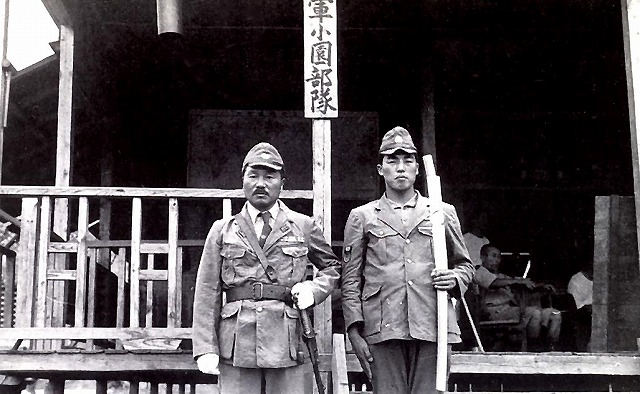
Ясуно Кодзоно (слева) на о. Рабаул, 1943 год

Весной 1943 года Ясуно Кодзоно, командир одной из частей, на вооружении которой находились J1N1-C, предложил установить пушки в фюзеляже самолёта под углом к горизонту. Таким образом, разведчик превращался в ночной истребитель. Вскоре несколько самолётов были переоборудованы в полевых условиях — на них на месте кабины штурмана установили две 20-мм пушки «Тип 99» с наклоном 30° вверх и ещё две — с наклоном вниз. Переоборудованный самолёт получил обозначение J1N1-C KAI. Вскоре с его помощью были перехвачены и сбиты несколько бомбардировщиков Consolidated B-24 Liberator. Успех эксперимента, а также осознание потребности в ночных истребителях, заставили командование ВВС флота выдать фирме Nakajima задачу перейти от выпуска разведчиков к истребителям.
Выпуск нового самолёта, получившего обозначение J1N1-S (а также собственное название «Гекко» («Лунное сияние»)), начался в августе 1943 года. Вооружение самолёта было подобно J1N1-C KAI, были внесены некоторые изменения в конструкцию фюзеляжа и киля.
Боевой опыт показал неэффективность пушек, которые стреляли вниз, поэтому со временем от них отказались. Такие машины имели обозначение J1N1-Sa.
Большинство истребителей оснащались локаторами с антенной в носовой части; несколько машин получили поисковые прожектора в носовой части. Порой вместо локатора или прожектора в носовой части размещалась 20-мм пушка «Тип 99».
Производство истребителей J1N продолжалось до декабря 1944 года. Всего было выпущено 479 самолётов всех модификаций.

## Тактико-технические характеристики (J1N1-S)

### Технические характеристики
- Экипаж: 2 человек
- Длина: 12,18 м
- Размах крыльев: 16,98 м
- Масса пустого: 4 852 кг
- Масса снаряжённого: 7 250 кг
- Максимальная взлётная масса: 7 527 кг
- Двигатели: 2 x Nakajima NK1F Sakae-21
- Мощность: 2 x 1 130 л. с.

### Лётные характеристики
- Крейсерская скорость: 333 км/ч
- Максимальная скорость: 507 км/ч
- Практический потолок: 9 320 м
- Дальность полёта: 2 545 км

### Вооружение
- Пушечное: 4x20-мм пушки «Тип 99»
- Бомбовая: 2x60-кг бомбы

## Модификации
- J1N1 — прототип (2 экз.)
- J1N1-C — вариант разведывательного самолёта (54 экз.)
- J1N1-C KAI — конверсия J1N-C в ночной истребитель
- J1N1-R — модификация J1N1-C
- J1N1-F — модификация J1N1-C с 20-мм пушками
- J1N1-S «Гекко» — ночной истребитель
- J1N1-Sa — ночной истребитель без нижних пушек

## История использования

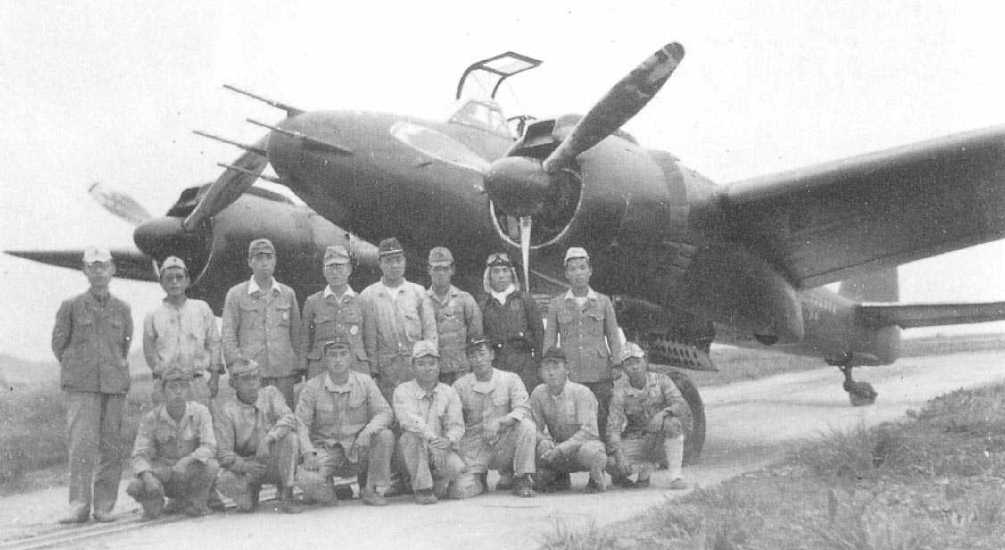
Nakajima J1N-S

Разведчики J1N1-C впервые приняли участие в боевых действиях летом 1942 года. Они осуществляли разведку Новой Гвинеи и северной Австралии. В сентябре 1943 года, во время битвы за Гуадалканал именно разведчики J1N-C провели детальную разведку, вследствие чего японское командование поняло масштабы американской операции.
В дальнейшем разведчики J1N1-C, понеся серьёзные потери, были переведены в Японию, где были включены в состав ПВО метрополии.
Истребители J1N1-S впервые появились на фронте в мае 1943 года на Соломоновых островах. Они довольно успешно воевали против Boeing B-17 Flying Fortress. Однако затем американцы стали активно использовать и Тихом океане средние бомбардировщики North American B-25 Mitchell и Martin B-26 Marauder. Поскольку эти самолёты были меньше, чем B-17 и B-24, их было труднее заметить в ночном небе. Был зафиксирован лишь один случай, когда J1N-S сумел сбить B-25.
С появлением на фронте Boeing B-29 Superfortress самолёты J1N1-S, которые имели меньшую скорость, могли сделать лишь одну атаку на строй бомбардировщиков.
В феврале 1944 года во время одного из налётов американской авиации на Марианские острова большое количество J1N1-S было уничтожено на земле, после чего уцелевшие самолёты были рассредоточены по небольшим аэродромам на островах Микронезии, всё ещё подконтрольных Японии. В это время они редко использовались собственно как ночные истребители. Чаще они привлекались к патрулированию, противолодочной обороне и сопровождению конвоев.
Во время Филиппинской операции J1N1-S использовались для штурмовки наземных целей и поддержки наземных сил. Много самолётов было уничтожено прямо на земле, не сделав ни одного вылета, а их экипажи, оставшись без машин, и обслуживающий персонал принимали участие в боевых действиях в рядах пехоты.
После того, как японцам стало понятно, что удержать Филиппины невозможно, остатки J1N1-S были переведены в Японию, где были включены в состав ПВО. Несмотря на меньшую скорость, они довольно успешно противостояли B-29. В конце войны большинство уцелевших J1N1-S были использованы как камикадзе. При этом они вооружались двумя 250-кг бомбами.

## Уцелевшие экземпляры

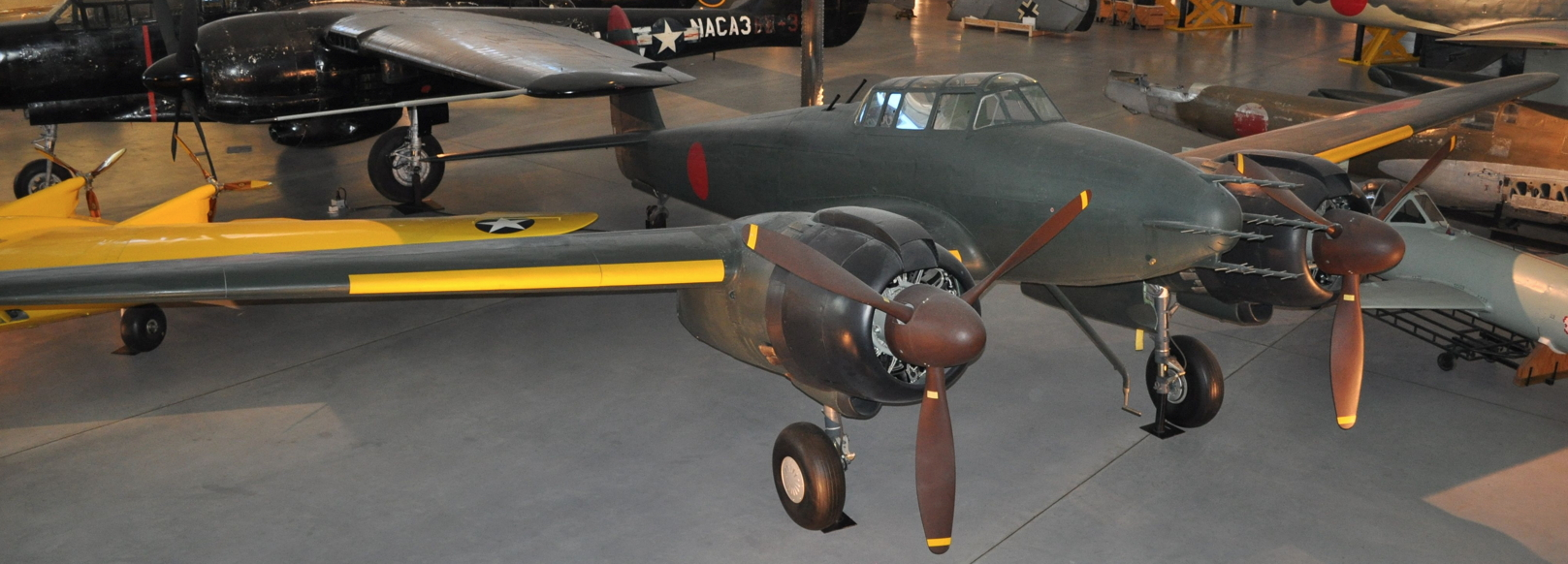
J1N1-S в Центре Стивена Удвара-Гезі

## Ссылка
- На Викискладе есть медиафайлы по теме Nakajima J1N Gekko